# Chinese Taipei Open 1986
Die Chinese Taipei Open 1986 im Badminton fanden vom 16. bis zum 19. Januar 1986 in Taipeh, Taiwan, statt. Mit einem Preisgeld von 25.000 US-Dollar wurde das Turnier in Kategorie 1 der Grand-Prix-Wertung eingestuft.

## Finalresultate
| Disziplin    | Sieger                     | Finalist                       | Ergebnis          |
| ------------ | -------------------------- | ------------------------------ | ----------------- |
| Herreneinzel | Sze Yu                     | Icuk Sugiarto                  | 4:15, 17:14, 15:5 |
| Dameneinzel  | Kirsten Larsen             | Helen Troke                    | 11:12, 11:6, 11:4 |
| Herrendoppel | Jalani Sidek Razif Sidek   | Lee Deuk-choon Kim Joong-su    | 15:4, 15:5        |
| Damendoppel  | Verawaty Fajrin Ivanna Lie | Sumiko Kitada Harumi Kohhara   | 15:11, 15:8       |
| Mixed        | Billy Gilliland Nora Perry | Jesper Helledie Erica van Dijk | 15:8, 15:3        |